# Красний Яр (Старополтавський район)
Красний Яр (рос. Красный Яр) — село у Старополтавському районі Волгоградської області Російської Федерації.
Населення становить 614  осіб. Входить до складу муніципального утворення Красноярське сільське поселення.

## Історія
Село розташоване у межах українського історичного та культурного регіону Жовтий Клин.
Згідно із законом від 17 січня 2005 року № 991-ОД органом місцевого самоврядування є Красноярське сільське поселення.

## Населення
| 2010 | 2012 | 2013 | 2014 | 2015 | 2016 | 2017 |
| ---- | ---- | ---- | ---- | ---- | ---- | ---- |
| 697  | ↘692 | ↘649 | ↘637 | ↗641 | ↘635 | ↘614 |